# Championnat des joueurs de snooker 2024
Le championnat des joueurs 2024 est un tournoi de snooker de catégorie classée comptant pour la saison 2023-2024. L'épreuve se déroule du 19 au 25 février 2024 au Telford International Centre de Telford, en Angleterre. Elle est organisée par la WPBSA et sponsorisée par la société Johnstone's Paint.

## Déroulement

### Contexte avant le tournoi
Ce tournoi se présente comme la deuxième épreuve de la Players Series, un ensemble de trois tournois britanniques inscrits au programme de la saison 2023-2024 de snooker. Il a commencé en janvier avec le Grand Prix mondial et se terminera en avril avec le championnat du circuit. Le dirigeant de la WPBSA Barry Hearn a décidé de mettre en place ce trio de tournois afin d'animer la fin de saison à la manière de la FedEx Cup en golf. En effet, le champ des joueurs se réduit au fur et à mesure des tournois : ils sont 32 qualifiés pour le Grand Prix mondial, puis 16 pour ce tournoi et seulement 12 pour le championnat du circuit, en se basant sur le classement mondial de la saison en cours.
Le tournoi se déroule cette année dans la ville de Telford, qui n'a plus accueilli de tournoi de snooker depuis le Championnat du Royaume-Uni 2010.
Le tenant du titre est Shaun Murphy, qui avait battu Ali Carter 10 manches à 4 en finale l'an passé.

### Faits marquants
Mark Allen commence le tournoi en compilant trois centuries dont un break de 146 points.
Mark Selby étrille Ronnie O'Sullivan 6 à 0 dans un quart de finale à sens unique.
Zhang Anda atteint la finale après avoir battu les deux maîtres tacticiens John Higgins 6-4 puis Mark Selby 6-5. L'arbitre néerlandais Jan Verhaas officie en finale pour la première fois depuis deux ans. La finale est âprement disputée entre Zhang et Allen qui n'arrivent pas à se départager, le score étant de 6 manches partout. Allen dispose d'un surplus d'expérience et bénéficie de quelques erreurs cruciales du jeune joueur Chinois pour s'imposer 10 manches à 8.

## Dotation
La répartition des prix est la suivante :
- Vainqueur : 125 000 £
- Finaliste : 50 000 £
- Demi-finaliste : 30 000 £
- Quart de finaliste : 15 000 £
- 1er tour : 10 000 £
- Meilleur break : 10 000 £

Dotation totale : 385 000 £

## Liste des qualifiés
Selon une liste spécifique établie sur la saison en cours — à l'opposé des classements usuels établis sur deux années —, les 16 joueurs qualifiés sont ceux ayant obtenu le plus de points depuis le championnat de la ligue 2023 (tournoi classé) et l'Open du pays de Galles 2024.
| Rang | Joueur            | Points totaux | Résultat         | Résultat                      |
| ---- | ----------------- | ------------- | ---------------- | ----------------------------- |
| 1    | Judd Trump        | 526 000       | Quarts de finale | éliminé par Ali Carter        |
| 2    | Ronnie O'Sullivan | 406 500       | Quarts de finale | éliminé par Mark Selby        |
| 3    | Zhang Anda        | 279 000       | Finale           | éliminé par Mark Allen        |
| 4    | Gary Wilson       | 196 500       | Quarts de finale | éliminé par Mark Allen        |
| 5    | Mark Williams     | 193 000       | 8es de finale    | éliminé par Mark Allen        |
| 6    | Ding Junhui       | 173 000       | 8es de finale    | éliminé par John Higgins      |
| 7    | Barry Hawkins     | 172 000       | 8es de finale    | éliminé par Mark Selby        |
| 8    | Tom Ford          | 162 000       | 8es de finale    | éliminé par Ali Carter        |
| 9    | Ali Carter        | 135 500       | Demi-finales     | éliminé par Mark Allen        |
| 10   | Mark Selby        | 129 000       | Demi-finales     | éliminé par Zhang Anda        |
| 11   | John Higgins      | 122 500       | Quarts de finale | éliminé par Zhang Anda        |
| 12   | Mark Allen        | 114 500       | Vainqueur        | face à Zhang Anda             |
| 13   | Hossein Vafaei    | 104 000       | 8es de finale    | éliminé par Gary Wilson       |
| 14   | Noppon Saengkham  | 99 500        | 8es de finale    | éliminé par Zhang Anda        |
| 15   | Zhou Yuelong      | 93 000        | 8es de finale    | éliminé par Ronnie O'Sullivan |
| 16   | Chris Wakelin     | 90 000        | 8es de finale    | éliminé par Judd Trump        |

## Tableau
|  | 1er tour au meilleur des 11 manches | 1er tour au meilleur des 11 manches | 1er tour au meilleur des 11 manches |   |                   | Quarts de finale au meilleur des 11 manches | Quarts de finale au meilleur des 11 manches | Quarts de finale au meilleur des 11 manches |  |   | Demi-finales au meilleur des 11 manches | Demi-finales au meilleur des 11 manches | Demi-finales au meilleur des 11 manches |  |    | Finale au meilleur des 19 manches | Finale au meilleur des 19 manches | Finale au meilleur des 19 manches |
|  |                                     |                                     |                                     |   |                   |                                             |                                             |                                             |  |   |                                         |                                         |                                         |  |    |                                   |                                   |                                   |
|  | 1                                   | Judd Trump                          | 6                                   |   |                   |                                             |                                             |                                             |  |   |                                         |                                         |                                         |  |    |                                   |                                   |                                   |
|  | 16                                  | Chris Wakelin                       | 2                                   |   |                   |                                             |                                             |                                             |  |   |                                         |                                         |                                         |  |    |                                   |                                   |                                   |
|  | 16                                  | Chris Wakelin                       | 2                                   |   | 1                 | Judd Trump                                  | 4                                           |                                             |  |   |                                         |                                         |                                         |  |    |                                   |                                   |                                   |
|  |                                     |                                     |                                     |   | 1                 | Judd Trump                                  | 4                                           |                                             |  |   |                                         |                                         |                                         |  |    |                                   |                                   |                                   |
|  |                                     | 9                                   | Ali Carter                          | 6 |                   |                                             |                                             |                                             |  |   |                                         |                                         |                                         |  |    |                                   |                                   |                                   |
|  | 8                                   | 9                                   | Ali Carter                          | 6 | Tom Ford          | 2                                           |                                             |                                             |  |   |                                         |                                         |                                         |  |    |                                   |                                   |                                   |
|  | 8                                   |                                     |                                     |   | Tom Ford          | 2                                           |                                             |                                             |  |   |                                         |                                         |                                         |  |    |                                   |                                   |                                   |
|  | 9                                   | Ali Carter                          | 6                                   |   |                   |                                             |                                             |                                             |  |   |                                         |                                         |                                         |  |    |                                   |                                   |                                   |
|  | 9                                   | Ali Carter                          | 6                                   |   |                   |                                             |                                             |                                             |  | 9 | Ali Carter                              | 3                                       |                                         |  |    |                                   |                                   |                                   |
|  |                                     |                                     |                                     |   |                   |                                             |                                             |                                             |  | 9 | Ali Carter                              | 3                                       |                                         |  |    |                                   |                                   |                                   |
|  |                                     | 12                                  | Mark Allen                          | 6 |                   |                                             |                                             |                                             |  |   |                                         |                                         |                                         |  |    |                                   |                                   |                                   |
|  | 5                                   | 12                                  | Mark Allen                          | 6 | Mark Williams     | 3                                           |                                             |                                             |  |   |                                         |                                         |                                         |  |    |                                   |                                   |                                   |
|  | 5                                   |                                     |                                     |   | Mark Williams     | 3                                           |                                             |                                             |  |   |                                         |                                         |                                         |  |    |                                   |                                   |                                   |
|  | 12                                  | Mark Allen                          | 6                                   |   |                   |                                             |                                             |                                             |  |   |                                         |                                         |                                         |  |    |                                   |                                   |                                   |
|  | 12                                  | Mark Allen                          | 6                                   |   | 12                | Mark Allen                                  | 6                                           |                                             |  |   |                                         |                                         |                                         |  |    |                                   |                                   |                                   |
|  |                                     |                                     |                                     |   | 12                | Mark Allen                                  | 6                                           |                                             |  |   |                                         |                                         |                                         |  |    |                                   |                                   |                                   |
|  |                                     | 4                                   | Gary Wilson                         | 4 |                   |                                             |                                             |                                             |  |   |                                         |                                         |                                         |  |    |                                   |                                   |                                   |
|  | 4                                   | 4                                   | Gary Wilson                         | 4 | Gary Wilson       | 6                                           |                                             |                                             |  |   |                                         |                                         |                                         |  |    |                                   |                                   |                                   |
|  | 4                                   |                                     |                                     |   | Gary Wilson       | 6                                           |                                             |                                             |  |   |                                         |                                         |                                         |  |    |                                   |                                   |                                   |
|  | 13                                  | Hossein Vafaei                      | 4                                   |   |                   |                                             |                                             |                                             |  |   |                                         |                                         |                                         |  |    |                                   |                                   |                                   |
|  | 13                                  | Hossein Vafaei                      | 4                                   |   |                   |                                             |                                             |                                             |  |   |                                         |                                         |                                         |  | 12 | Mark Allen                        | 10                                |                                   |
|  |                                     |                                     |                                     |   |                   |                                             |                                             |                                             |  |   |                                         |                                         |                                         |  | 12 | Mark Allen                        | 10                                |                                   |
|  |                                     | 3                                   | Zhang Anda                          | 8 |                   |                                             |                                             |                                             |  |   |                                         |                                         |                                         |  |    |                                   |                                   |                                   |
|  | 3                                   | 3                                   | Zhang Anda                          | 8 | Zhang Anda        | 6                                           |                                             |                                             |  |   |                                         |                                         |                                         |  |    |                                   |                                   |                                   |
|  | 3                                   |                                     |                                     |   | Zhang Anda        | 6                                           |                                             |                                             |  |   |                                         |                                         |                                         |  |    |                                   |                                   |                                   |
|  | 14                                  | Noppon Saengkham                    | 5                                   |   |                   |                                             |                                             |                                             |  |   |                                         |                                         |                                         |  |    |                                   |                                   |                                   |
|  | 14                                  | Noppon Saengkham                    | 5                                   |   | 3                 | Zhang Anda                                  | 6                                           |                                             |  |   |                                         |                                         |                                         |  |    |                                   |                                   |                                   |
|  |                                     |                                     |                                     |   | 3                 | Zhang Anda                                  | 6                                           |                                             |  |   |                                         |                                         |                                         |  |    |                                   |                                   |                                   |
|  |                                     | 11                                  | John Higgins                        | 4 |                   |                                             |                                             |                                             |  |   |                                         |                                         |                                         |  |    |                                   |                                   |                                   |
|  | 6                                   | 11                                  | John Higgins                        | 4 | Ding Junhui       | 4                                           |                                             |                                             |  |   |                                         |                                         |                                         |  |    |                                   |                                   |                                   |
|  | 6                                   |                                     |                                     |   | Ding Junhui       | 4                                           |                                             |                                             |  |   |                                         |                                         |                                         |  |    |                                   |                                   |                                   |
|  | 11                                  | John Higgins                        | 6                                   |   |                   |                                             |                                             |                                             |  |   |                                         |                                         |                                         |  |    |                                   |                                   |                                   |
|  | 11                                  | John Higgins                        | 6                                   |   |                   |                                             |                                             |                                             |  | 3 | Zhang Anda                              | 6                                       |                                         |  |    |                                   |                                   |                                   |
|  |                                     |                                     |                                     |   |                   |                                             |                                             |                                             |  | 3 | Zhang Anda                              | 6                                       |                                         |  |    |                                   |                                   |                                   |
|  |                                     | 10                                  | Mark Selby                          | 5 |                   |                                             |                                             |                                             |  |   |                                         |                                         |                                         |  |    |                                   |                                   |                                   |
|  | 7                                   | 10                                  | Mark Selby                          | 5 | Barry Hawkins     | 3                                           |                                             |                                             |  |   |                                         |                                         |                                         |  |    |                                   |                                   |                                   |
|  | 7                                   |                                     |                                     |   | Barry Hawkins     | 3                                           |                                             |                                             |  |   |                                         |                                         |                                         |  |    |                                   |                                   |                                   |
|  | 10                                  | Mark Selby                          | 6                                   |   |                   |                                             |                                             |                                             |  |   |                                         |                                         |                                         |  |    |                                   |                                   |                                   |
|  | 10                                  | Mark Selby                          | 6                                   |   | 10                | Mark Selby                                  | 6                                           |                                             |  |   |                                         |                                         |                                         |  |    |                                   |                                   |                                   |
|  |                                     |                                     |                                     |   | 10                | Mark Selby                                  | 6                                           |                                             |  |   |                                         |                                         |                                         |  |    |                                   |                                   |                                   |
|  |                                     | 2                                   | Ronnie O'Sullivan                   | 0 |                   |                                             |                                             |                                             |  |   |                                         |                                         |                                         |  |    |                                   |                                   |                                   |
|  | 2                                   | 2                                   | Ronnie O'Sullivan                   | 0 | Ronnie O'Sullivan | 6                                           |                                             |                                             |  |   |                                         |                                         |                                         |  |    |                                   |                                   |                                   |
|  | 2                                   |                                     |                                     |   | Ronnie O'Sullivan | 6                                           |                                             |                                             |  |   |                                         |                                         |                                         |  |    |                                   |                                   |                                   |
|  | 15                                  | Zhou Yuelong                        | 2                                   |   |                   |                                             |                                             |                                             |  |   |                                         |                                         |                                         |  |    |                                   |                                   |                                   |

## Finale
| Finale au meilleur des 19 manches Arbitre : Jan Verhaas |                          |                      |
| Mark Allen (12) Irlande du Nord                         | 10 - 8 (4 - 4)           | Zhang Anda (3) Chine |
| 1 101                                                   | Centuries Meilleur break | 0 82                 |
| Mark Allen remporte le championnat des joueurs 2024     |                          |                      |

## Centuries
- 146, 112, 108, 102, 101  Mark Allen
- 139, 115  Judd Trump
- 136  Ronnie O'Sullivan
- 129, 104, 102  Zhang Anda
- 127, 125  Ding Junhui
- 120  Chris Wakelin
- 116, 106  Ali Carter
- 113, 105  Mark Selby
- 113  Tom Ford
- 102, 100  John Higgins